# Alton (Indiana)
Alton – miejscowość w Stanach Zjednoczonych, w południowej części stanu Indiana, nad rzeką Ohio, w hrabstwie Crawford. Jedna z najmniejszych miejscowości (28 osób w 2023 r.) w stanie Indiana.